# 紀元前650年
紀元前650年（きげんぜん650ねん）は、西暦（ローマ暦）による年。紀元前1世紀の共和政ローマ末期以降の古代ローマにおいては、ローマ建国紀元104年として知られていた。紀年法として西暦（キリスト紀元）がヨーロッパで広く普及した中世時代初期以降、この年は紀元前650年と表記されるのが一般的となった。

## 他の紀年法
- 干支 : 辛未
- 日本
  - 皇紀11年
  - 神武天皇11年
- 中国
  - 周 - 襄王2年
  - 魯 - 僖公10年
  - 斉 - 桓公36年
  - 晋 - 恵公元年
  - 秦 - 穆公10年
  - 楚 - 成王22年
  - 宋 - 襄公元年
  - 衛 - 文公10年
  - 陳 - 宣公43年
  - 蔡 - 穆侯25年
  - 曹 - 共公3年
  - 鄭 - 文公23年
  - 燕 - 襄公8年
- 朝鮮
  - 檀紀1684年
- ユダヤ暦 : 3111年 - 3112年

## できごと

### 中国
- 狄が温を滅ぼした。温の蘇子は衛に亡命した。
- 晋の恵公が即位し、里克を殺害した。
- 斉と許が北戎を攻撃した。
- 晋の丕鄭が秦から帰国し、呂甥・郤称・郤芮を秦に誘った。郤芮が丕鄭・祁挙および七輿大夫を殺害した。

## 死去
- 里克
- 丕鄭